# استانیسلاو دا سیلوا
استانیسلاو دا سیلوا (انگلیسی: Estanislau da Silva؛ زادهٔ ۴ اوت ۱۹۵۲) یک سیاست‌مدار اهل تیمور شرقی است.